# Everybody Sing
Everybody Sing – amerykański musical filmowy z 1938 roku, który wyreżyserował Edwin L. Marin.

## Obsada
| Allan Jones       | Richard "Ricky" Saboni    |
| Judy Garland      | Judy Bellaire             |
| Fanny Brice       | Olga Chekaloff            |
| Reginald Owen     | Hillary Bellaire          |
| Billie Burke      | Diana Bellaire            |
| Reginald Gardiner | Jerrold Hope              |
| Lynne Carver      | Sylvia Bellaire           |
| Helen Troy        | Sekretarka Hillary'ego    |
| Monty Woolley     | John "Jack" Fleming       |
| Adia Kuznetzoff   | Boris, kierowca autobusu  |
| Henry Armetta     | Signor Giovanni Vittorino |
| Michelette Burani | Madame Le Brouchette      |
| Mary Forbes       | Panna Colvin              |